# Catalogue général des manuscrits des bibliothèques publiques de France
Pour les articles homonymes, voir CGM.
Le Catalogue général des manuscrits des bibliothèques publiques de France (CGMBPF), plus simplement appelé Catalogue général des manuscrits (CGM) est un catalogue collectif destiné à signaler l'ensemble des manuscrits conservés dans les bibliothèques publiques françaises, en dehors de la Bibliothèque nationale. 
D'abord publié sous forme d'une collection de volumes imprimés, le CGM est désormais un catalogue informatisé de manuscrits intégré au Catalogue collectif de France. 

## Historique

### Le temps des catalogues imprimés
L'entreprise du CGM fait suite à de premiers travaux commencés sous l'Ancien Régime et à l'époque révolutionnaire. Mais elle est véritablement lancée sous la Monarchie de Juillet alors que François Guizot dirige le ministère de l'Instruction publique. Après une circulaire de 1833 prescrivant aux bibliothécaires de fournir un catalogue de leurs manuscrits, il soumet au roi Louis-Philippe l'ordonnance de 1841 qui prévoit la publication de ces catalogues aux frais du ministère. 
Les premiers volumes sont alors publiés au format in-quarto, d'un coût assez élevé ; le rythme de publication est très lent et l'ensemble manque d'unité. Seuls cinq volumes de cette première série sont publiés. 
L'opération est ensuite relancée dans les années 1880 par Léopold Delisle, administrateur de la Bibliothèque nationale, qui préconise une description plus normalisée et fait adopter le format in-octavo, ce qui doit rendre les catalogues plus abordables. 
Cette nouvelle méthode porte ses fruits, les volumes de cette deuxième série sont plus nombreux, paraissent plus régulièrement et sont diffusés assez largement. Une bonne partie de la France est ainsi couverte, et les premiers suppléments sont publiés. Les opérations connaissent cependant une nouvelle interruption en 1933.
La publication des catalogues est relancée une troisième fois en 1951, mais s'essouffle à son tour avant de s'interrompre en 1993.

### Informatisation des volumes du CGM
Au début des années 2000, le ministère de la Culture engage un projet avec des partenaires pour transformer le CGM imprimé en bases informatiques de façon à permettre une interrogation facilitée et si possible globale. En 2002, le choix est fait de recourir à la Description archivistique encodée (EAD) en XML. Les volumes imprimés sont numérisés et océrisés à partir de janvier 2005. Une phase de vérification et d'établissement d'index, plus ou moins poussée selon les lots, a ensuite été engagée. L'encodage en EAD, sur la base des volumes numérisés et des index, a été confiée à la société canadienne ArchProteus (devenue ProQuest) qui a travaillé de manière semi-automatique. 
Pour tenir compte du paysage documentaire français, le CGM informatisé a été divisé en trois ensembles : 
- celui des bibliothèques municipales, des bibliothèques spécialisés et des archives (domaine relevant du ministère de la Culture) a été versé directement dans le CCFr et n'est consultable que par cette interface ;
- celui des bibliothèques universitaires et assimilées (établissements relevant du ministère chargé de l'enseignement supérieur) constitue la base de Calames (Catalogue en ligne des archives et des manuscrits de l'enseignement supérieur), géré par l'Agence bibliographique de l'enseignement supérieur ;
- les notices de la bibliothèque de l'Arsenal ont rejoint le catalogue « BnF - Archives et manuscrits ».

Le CCFr permet toutefois depuis 2013 d'interroger l'ensemble du CGM. 

## Contenu
Le CGM se veut d'abord le catalogue des bibliothèques « des départements ». La grande majorité des volumes du CGM couvre donc des fonds conservés dans les bibliothèques municipales des villes de province. Les bibliothèques universitaires sont alors peu développées et pauvres en manuscrits. La seule bibliothèque du domaine universitaire à disposer d'une collection importante décrite dans le CGM est la Bibliothèque nationale et universitaire (Strasbourg). 
Avec la réforme de 1880, une deuxième série est créée pour les bibliothèques parisiennes autres que la Nationale : la Bibliothèque Sainte-Geneviève, la Bibliothèque de la Sorbonne, la bibliothèque de l'Arsenal et les bibliothèques de l'Assemblée nationale et du Sénat sont les principales bibliothèques concernées. Quelques collections de bibliothèques de la ville de Paris sont également prises en compte.  
Des volumes sont également consacrés aux manuscrits littéraires, historiques ou scientifiques se trouvant dans les services d'archives : un volume pour les Archives nationales, un volume et un supplément pour les Archives départementales. 
À la date de parution du dernier volume imprimé, le CGM décrivait des fonds de 519 établissements, dont 42 appartenant à la sphère de l’Enseignement supérieur.

## Accès en ligne
Accès par le Catalogue collectif de France sur le site internet de la BnF.